# Cnidoscolus albidus
Cnidoscolus albidus är en törelväxtart som beskrevs av Cyrus Longworth Lundell. Cnidoscolus albidus ingår i släktet Cnidoscolus och familjen törelväxter. Inga underarter finns listade i Catalogue of Life.